# Aage D. Danhuus
Aage Dannheiser Danhuus (26. juli 1911 i Nyborg – 25. marts 1986) var en dansk officer.
Han var søn af skotøjshandler M. Danhuus (død 1958) og hustru Metha født Nielsen (død 1950) og blev student fra Odense Katedralskole 1929. Danhuus gennemførte Hærens Officersskole, blev premierløjtnant i fodfolket 1934. Ved overfaldet på den danske hær i august 1943 var Danhuus kaptajnløjtnant og indgik siden i modstandsbevægelsen i en O-gruppe (O.3: Gruppe Wissum, Radiohuset, O gruppe 6), som var aktiv fra den 5. april 1945.
Han blev kaptajn 1944 (tildelt efter krigen), kompagnichef ved Den Kongelige Livgarde 1946, blev chef for hærstabens mobiliseringssektion 1948, oberstløjtnant 1952, var tjenstgørende i SHAPE 1953-56 og derefter bataljonschef ved Sjællandske Livregiment.
Danhuus blev oberst og stedfortrædende regionschef ved region VI 1958, chef for Sjællandske Livregiment og for region V 1960, for 1. sjællandske brigade 1961 og for region IV og Fynske Livregiment 1963. I 1966 blev han midlertidig generalmajor og stabschef ved enhedskommandoen for den sydlige del af NATO's nordregion, og i 1968 blev Danhuus virkelig generalmajor og chef for jyske divisionskommando. I 1975 blev han chef for Vestre Landsdelskommando, hvilket han var til 1976, da han faldt for Hærens aldersgrænse og gik på pension.
Han var Kommandør af 1. grad af Dannebrogordenen, bar Frederik IX's Mindemedalje og Hæderstegnet for god tjeneste ved Hæren. Desuden var han Ridder af 1. klasse af Sværdordenen.
Danhuus blev gift 11. oktober 1936 med Minna Dorph-Petersen (16. august 1913 i Årby Sogn - ?), datter af slotsgartner Gunnar Dorph-Petersen (død 1962) og hustru Astrid født Pohler (død 1967).